# Martha (film)
Martha is een Duitse film van Rainer Werner Fassbinder die werd uitgebracht in 1974. 
Het scenario is gebaseerd op de roman For the Rest of Her Life (1968) van Cornell Woolrich.

## Verhaal
Martha is een ongehuwde 31-jarige vrouw die geen ervaring in de liefde heeft. Ze verblijft samen met haar vader in Rome wanneer hij overlijdt aan een hartaanval. Aan de Duitse ambassade waar ze alles regelt om het stoffelijk overschot van haar vader te repatriëren, kruist Martha een galante mooie heer van middelbare leeftijd met wie ze een kort maar intens oogcontact heeft.
Eenmaal thuis wordt ze weer geconfronteerd met haar lastige, grillige en aan medicatie verslaafde moeder die haar overlaadt met verwijten. Op een huwelijksfeest ontmoet ze de Duitse man van de ambassade. Hij heet Helmut, is civiel ingenieur en is de broer van de bruidegom. Ze aanvaardt na een tijdje zijn huwelijksaanzoek.
Algauw ondervindt Martha dat onder Helmuts charmante verschijning een heel andere persoonlijkheid schuilt die er heel eigen principes op nahoudt. Aanvankelijk denkt ze dat hij nog wel zal veranderen en legt ze zich neer bij zijn dominante houding. Zo moet ze wonen in een duister huis dat hij heeft uitgekozen, zo verneemt ze nu pas dat hij tijdens de week afwezig is voor zijn werk. Hij legt haar zijn muziekkeuzes op en verplicht haar een wetenschappelijk boek over de bouw van dammen te lezen met de bedoeling dat zij hem beter zou begrijpen. Hij is eveneens hardhandig tijdens het bedrijven van de liefde, wat haar onzeker maakt. 
Wanneer hij achter haar rug om haar ontslag als bibliothecaresse heeft geregeld wordt ze argwanend. Helmut ontpopt zich tot een perverse machtswellusteling wanneer hij de telefoon laat weghalen en haar verbiedt het huis te verlaten. Hij wil haar in zijn bezitsdrang helemaal voor zich alleen. Martha zal uiteindelijk proberen op de vlucht te slaan voor Helmut.

## Rolverdeling
| Acteur            | Personage                                       |
| ----------------- | ----------------------------------------------- |
| Margit Carstensen | Martha Heyer                                    |
| Karlheinz Böhm    | Helmut Salomon                                  |
| Barbara Valentin  | Marianne, de zuster van Martha                  |
| Peter Chatel      | meneer Kaiser                                   |
| Gisela Fackeldey  | de moeder van Martha                            |
| Adrian Hoven      | de vader van Martha                             |
| Günter Lamprecht  | dokter Salomon, de broer van Helmut             |
| Ingrid Caven      | Ilse, de vrouw van dokter Salomon               |
| El Hedi ben Salem | Gregor                                          |
| Kurt Raab         | de secretaris van de Duitse ambassade in Italië |